# سيدني إي. كينغ
سيدني إي. كينغ (بالإنجليزية: Sidney E. King) هو رسام وفنان أمريكي، ولد في 22 أغسطس 1906، وتوفي في 24 أبريل 2002.